# Brother, Sister
Brother, Sister è il terzo album in studio del gruppo musicale statunitense mewithoutYou, pubblicato il 26 settembre 2006 dalla Tooth & Nail Records.

## Tracce
1. Messes of Men – 3:52
2. The Dryness and the Rain (feat. Jeremy Enigk) – 2:57
3. Wolf Am I! (and Shadow) – 2:36
4. Yellow Spider – 1:10
5. A Glass Can Only Spill What It Contains – 3:45
6. Nice and Blue (Pt. Two) – 3:43
7. The Sun and the Moon – 5:15
8. Orange Spider – 1:10
9. C-Minor – 3:21
10. In a Market Dimly Lit – 4:27
11. O, Porcupine (feat. Jeremy Enigk) – 4:31
12. Brownish Spider – 1:19
13. In a Sweater Poorly Knit – 5:26

## Formazione
- Aaron Weiss – voce, chitarra acustica, fisarmonica, tromba, tastiera, percussioni
- Michael Weiss – chitarra solista, tastiera, cori
- Christopher Kleinberg – chitarra ritmica
- Greg Jehanian – basso, cori
- Rickie Mazzotta – batteria, percussioni

Altri musicisti
- Josh Bender – cori
- Andrew Dost – flicorno
- Jeremy Enigk – voce in The Dryness and the Rain e O, Porcupine
- Orlando Greenhill – contrabbasso
- Timbre – arpa in In a Sweater Poorly Knit e Brownish Spider
- Bret Wallin – trombone
- Chick Wolverton – melodica
- Brad Wood – melodica

## Classifiche
| Classifica (2006)         | Posizione massima |
| ------------------------- | ----------------- |
| Stati Uniti               | 116               |
| Stati Uniti (christian)   | 7                 |
| Stati Uniti (heatseekers) | 2                 |